# Route européenne 34
Pour les articles homonymes, voir E34 et Route 34.
La route européenne 34 (E34) est une route reliant Knokke à Bad Oeynhausen. Entre Knokke et Zelzate il y a des feux, donc ce n'est pas une autoroute. La section belge est connue sous le nom d'"autoroute du Nord". 

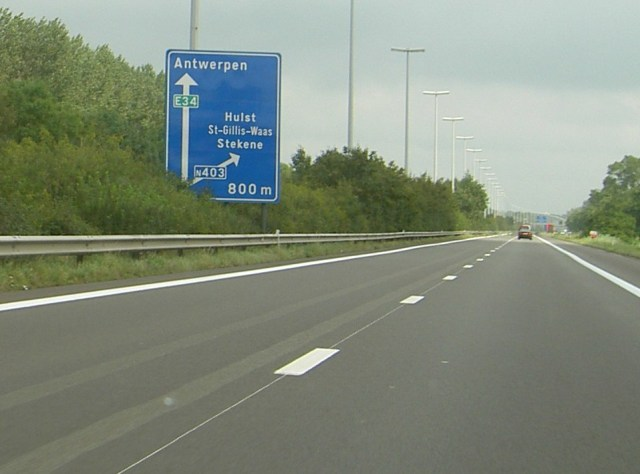
La E34 près de Saint-Gilles-Waes en Belgique

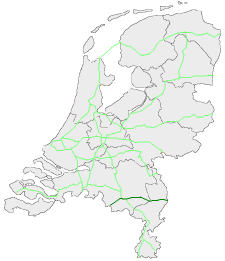
Tracé de l'E34 aux Pays-Bas.

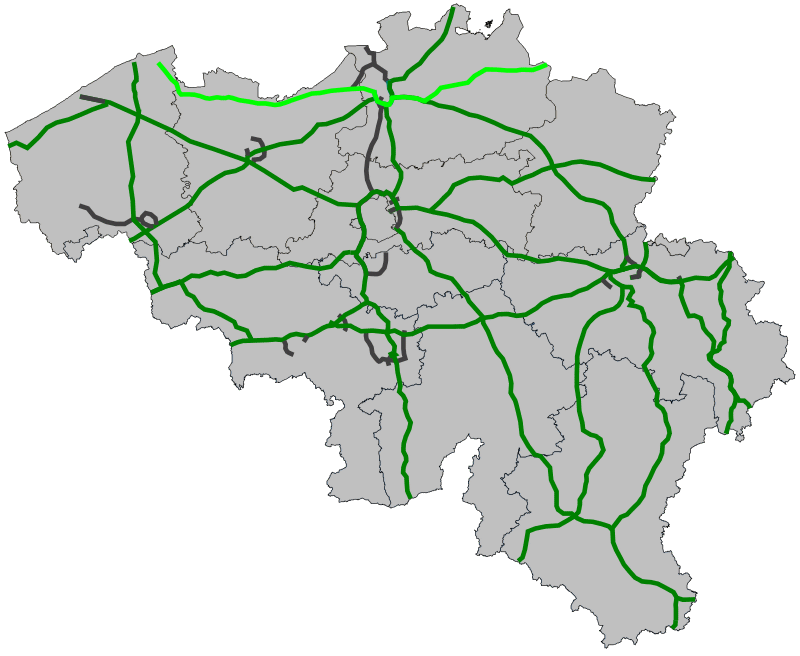
Tracé de l'E34 en Belgique.